# Smokvica (otok)
Koordinati:   43°35′40″N, 15°54′45″E
Smokvica je majhen nenaseljen otoček v srednji Dalmaciji (Hrvaška).
Smokvica leži okoli 0,5 km severozahodno od Primoštena. Površin otočka meri 0,06 km². Dolžina obalnega pasu je 0,91 km. Najvišji vrh je visok 15 mnm.